# Mo Willems
Mo Willems (Nova Orleães, 11 de fevereiro de 1968) é um animador, autor e ilustrador estadunidense de livros infantis.
Ele também criou a série de desenho animado Sheep in the Big City e trabalhou com Tom Warburton na produção do desenho animado Codename: Kids Next Door.